# Meeirzan Shermakhanbet
Meeirzan Shermakhanbet kazak kötöttfogású birkózó. A 2018-as birkózó-világbajnokságon a bronzérmet nyert 67 kg-os súlycsoportban, kötöttfogásban.

## Sportpályafutása
A 2018-as birkózó-világbajnokságon a bronzérmet nyert. Ellenfele a francia Mamadassa Sylla volt. A mérkőzést 9–0-ra nyerte.